# Blairo Maggi
Blairo Borges Maggi (São Miguel do Iguaçu, Paraná, 29 de mayo de 1956) es un político brasileño.
Blairo fue gobernador del estado de Mato Grosso en su mandato desde el 1 de enero de 2003 a 2006. Maggi es el hijo menor de una familia de cinco hermanos. Blairo es el actual ministro de Agricultura, Ganadería y Abastecimiento del gobierno del Presidente Michel Temer desde el 2016.
Ingeniero agrónomo, empresario y presidente del Grupo Amaggi, Blairo llegó a Mato Grosso a los 26 años para plantar soja en una de las haciendas de su padre André Maggi en Itiquira, en el sur del Estado.
Siendo el mayor productor individual de soja del mundo, Blairo Maggi comercializa cerca del 22% de la producción de grano del Estado de Mato Grosso, que es el mayor productor nacional. Fue presidente de la Fundación Mato Grosso y de la Asociación de Productores de Semillas de Mato Grosso.
En junio de 2005 Blairo ganó el "premio" Motosierra de Oro de Greenpeace por la tala realizada por sus empresas en la Amazonia. Otra protesta sufrida por Blairo fue en septiembre de 2003 cuando un estudiante le lanzó un pastel a la cara. Se menciona en 2017 entre los beneficiarios de sobornos de Odebrecht.